# Пальшины
Пальшины — деревня в Верхнекамском районе Кировской области России. Входит в состав Кайского сельского поселения. Код ОКАТО — 33207820019.

## География
Деревня находится на северо-востоке Кировской области, в северо-восточной части Верхнекамского района, к западу от реки Лупья. Абсолютная высота — 154 метра над уровнем моря.
Расстояние до районного центра (города Кирс) — 64 км.

## Население
По данным Всероссийской переписи, в 2010 году численность населения деревни составляла 6 человек (4 мужчины и 2 женщины).